# Тишаново
Тиша́ново (болг. Тишаново) — село в Кюстендильській області Болгарії. Входить до складу общини Невестино.

## Населення
За даними перепису населення 2011 року у селі проживали 68 осіб, з них 67 осіб (98,5%) — болгари.
Розподіл населення за віком у 2011 році:
Динаміка населення: